# Matt DiBenedetto

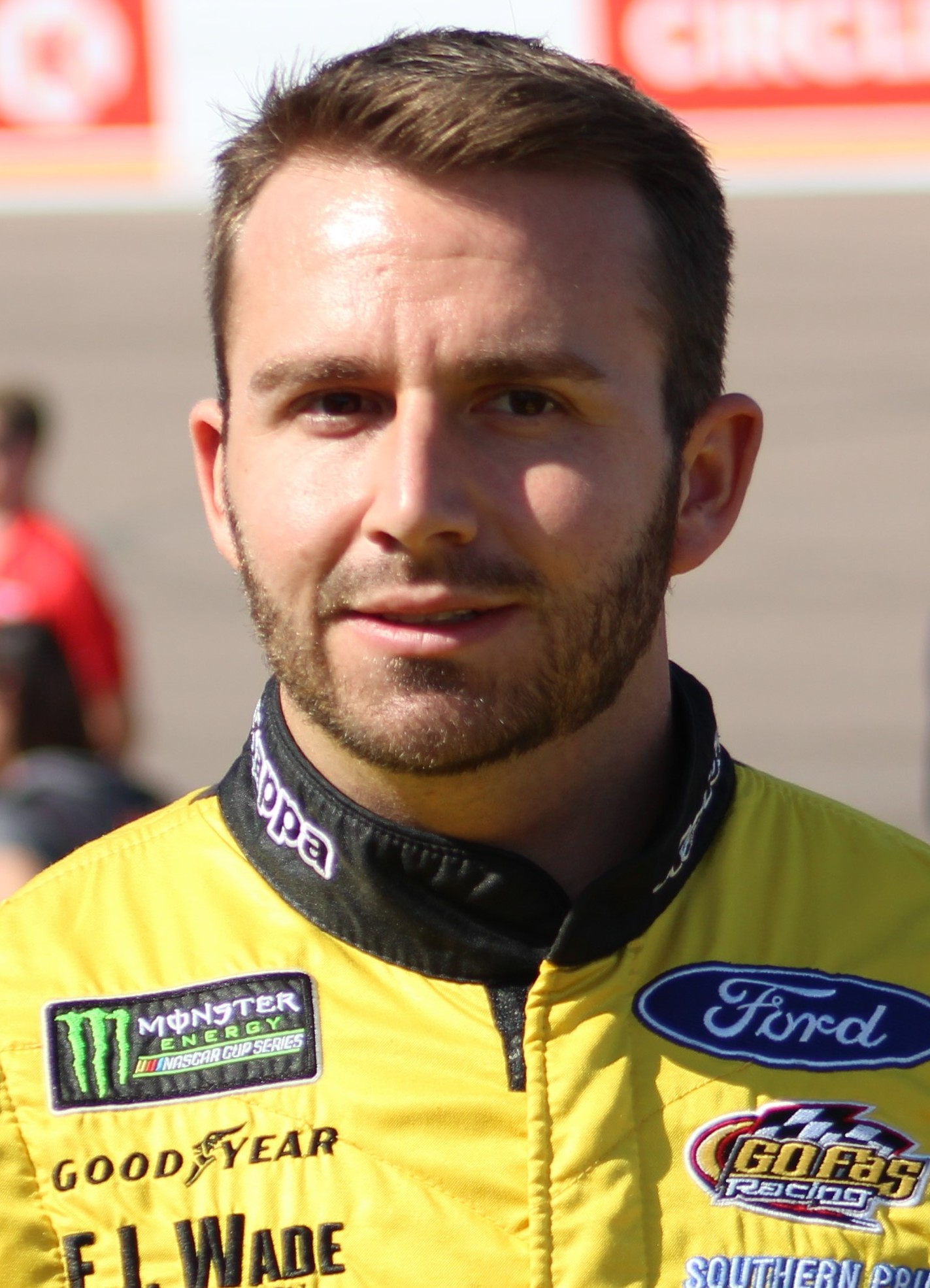
Matt DiBenedetto 2018

Matt DiBenedetto (* 27. Juli 1991 in Grass Valley, Kalifornien) ist ein US-amerikanischer NASCAR-Rennfahrer. Er fährt für Rackley W.A.R. in der NASCAR Camping World Truck Series. Von 2015 bis 2021 fuhr er für verschiedene Teams im NASCAR Cup.

## Karriere
Sein Vater fuhr in den 70er und 80er Jahren, u. a. in der IMSA-Serie, Autorennen. Matt begann mit dem Motorsport im Alter von acht Jahren. 2007 gewann der den „Rookie of the Year“ Titel in der UARA Stars Serie. 2009 fuhr er sechs Rennen für Joe Gibbs Racing in der damaligen NASCAR Nationwide Serie.
2015 gelang ihm der Aufstieg in den NASCAR Cup. Mit BK Racing fuhr er mit einem Toyota Camry zunächst einige Rennen, bevor er dann 2016 eine komplette Saison absolvierte. In der Gesamtwertung belegte er den 35. Platz.
2017 wechselte DiBenedetto zu Go Fas Racing und belegte mit seinem Ford Fusion Platz 32 in der Gesamtwertung. Bereits ein Jahr später unterzeichnete er einen Zwei-Jahres-Vertrag für die #95 bei Leavine Family Racing. Zwei Tage nachdem bekannt wurde, dass das Team Ende 2019 aufhören werde, lag DiBenedetto beim Bristol Night Race bis elf Runden vor Schluss in Führung und hätte sich und Leavine Family Racing beinahe den ersten Cup-Sieg beschert. Am Ende wurde er knapp geschlagen Zweiter.
Paul Menard kündigte an, dass er für 2020 nicht mehr bei Wood Brothers Racing fahren werde und schlug DiBenedetto als seinen Nachfolger vor. DiBenedetto wurde unter Vertrag genommen und gewann am 15. Juli 2020 das All-Star Open Rennen. Dies war zwar kein Rennen um Punkte, aber dennoch der erste Erfolg für DiBenedetto im NASCAR Cup. Im September 2020 konnte er am Las Vegas Motor Speedway erneut einen zweiten Platz erreichen. Er musste sich nur Kurt Busch geschlagen geben.
Trotz dieser Erfolge wurde schon frühzeitig bekannt gegeben, dass sein Vertrag nicht über 2021 hinaus verlängert werden sollte. Wood Brothers Racing wollte für 2022 den Rookie Austin Cindric unter Vertrag nehmen. Nachdem Brad Keselowski Ende 2021 bekannt gab, dass er ab dem nächsten Jahr zu Roush-Fenway geht, wurde Cindric als dessen Nachfolger bei Team Penske vorgestellt. DiBenedetto hatte noch Hoffnungen, dass er bei Wood Brothers Racing bleiben könne. Allerdings entschied man sich dann für den jungen Harrison Burton.
Im Januar 2022 wurde dann bekannt gegeben, dass DiBenedtto zu dem NASCAR Truck Team Rackley WAR DiBenedetto  in die NASCAR Camping World Truck Series wechselt. Dort fährt er den Chevrolet Silverado mit der Startnummer 25.

## Privates
Matt DiBenedetto ist seit 2015 mit Taylor Carswell verheiratet.